# Nicole Haislett
Nicole Haislett (n. 16 decembrie 1972, Saint Petersburg, Florida, SUA) este o înotătoare americană, medaliată olimpică. A participat la o ediție a Jocurilor Olimpice (1992) în care a câștigat 4 medalii de aur.